# Air norvégien
Air norvégien, ook wel aangeduid met Air norvégienne, is een compositie van Johan Halvorsen.
Het origineel is geschreven voor viool en piano onder de titel Rapsodie voor viool en piano. Al eerder had het een titel in Noorse rapsodie (Norsk Rapsodie nr. 1). Toen het werk werd uitgegeven, wijzigde Halvorsen de titel. In 1903 schreef de componist zelf een arrangement voor viool en orkest. Halvorsen was zelf een begenadigd violist en hij schreef dus een vrij virtuoos werk voor hemzelf in de traditie van Ole Bull, ook zelf violist/componist. Op 14 maart 1897 stond Halvorsen zelf op het podium om het voor het eerst uit te voeren met Sigurd Lie achter de piano. Op diezelfde avond ging ook Noorse dansen nrs. 1 en 2 in première. Het air grijpt terug op de Noorse volksmuziek. Met St Thomas-klukkelåten (Klokgelui van St Thomas) en een hulderlok (hulder betekent heks). Het middenstuk grijpt terug op Åsmund Fraegdegjaeva, een volksliedje uit Telemark. Het slot wordt gevormd door een bewerking van de halling Underjordisk musikk uit 1695. Edvard Grieg was meteen verzot op het werkje.
De violist Johannes Wolff speelde het Air norvégien regelmatig in de jaren rond de eeuwwisseling. Hij speelde de versie voor orkest uit 1903 waarschijnlijk voor het eerst in dat jaar in Londen.
De rapsodie kent een aantal tempo-aanduidingen: Allegro moderato (pastorale) – Andante – Allegretto – Andante – piu mosso – Andante sostenuto  - piu mosso – Allegretto – piu mosso – pesante – Allegro – Lento – Allegro molto. 
De orkestversie is geschreven voor:
- soloviool
- 2 dwarsfluiten (II ook piccolo), 2 hobo's,  2 klarinetten, 2 fagotten
- 2 hoorns
- pauken, triangel
- violen, altviolen, celli, contrabassen

## Discografie
- Uitgave Chandos: Marianne Thorsen (viool), Bergen filharmoniske orkester o.l.v. Neeme Järvi
- Uitgave Naxos: Dong Suk Kang (viool), Slowaaks Radio Symfonieorkest o.l.v. Adrian Leaper